# Hasselbach (Dalke)
Der Hasselbach ist ein orografisch rechtes Nebengewässer der Dalke in Nordrhein-Westfalen, Deutschland. Er hat eine Länge von 6,3 km.
Der Streckenverlauf dieses naturnahen Sennebaches führt zu großen Teilen durch Naturschutzgebiete.

## Flussverlauf

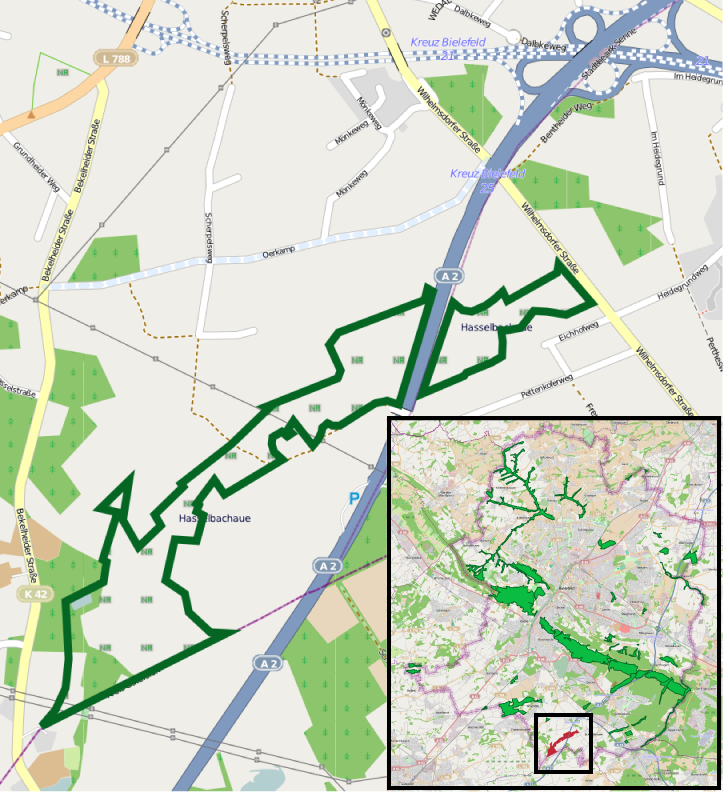
Lageplan des Naturschutzgebiets Hasselbachaue

Der Hasselbach entspringt in 118 Metern Höhe nördlich von Eckardtsheim, einem Ortsteil im Stadtbezirk Sennestadt der kreisfreien Stadt Bielefeld, und fließt der Abflachung des Teutoburger Waldes folgend in südwestliche Richtung ab. Bereits wenige Meter hinter der Quelle betritt das Gewässer das Naturschutzgebiet Hasselbachaue und unterquert innerhalb dieses Gebietes die Bundesautobahn 2. Im weiteren Verlauf der Hasselbachaue im Bielefelder Stadtbezirk Senne werden mehrere Weiher gespeist und kurz vor dem Übertritt in die Stadt Verl und somit auch in den Kreis Gütersloh neben dem kleinen Sender Grenzbach zwei  weitere Quelltöpfe aufgenommen.
Mit der Kreisgrenze endet das geschützte Gelände der Bachaue. Nach kurzer Fließstrecke durch Verl betritt der Hasselbach das Gebiet der Stadt Gütersloh und erreicht dort mit der Großen Wiese eine weitere als Naturschutzgebiet ausgewiesene Fläche. Innerhalb dieses großflächigen und zum Teil von Hecken und Gehölzen durchzogenen Grünlandgebietes mündet der Hasselbach, wieder knapp auf Verler Gebiet, in die Dalke.
Das Gewässer überwindet während seiner Fließstrecke einen Höhenunterschied von 28 Metern, somit ergibt sich ein mittleres Sohlgefälle von 4,4 ‰.

## Hasselbachaue
Die vom Hasselbach durchflossene und als Schutzgebiet ausgewiesene Aue hat eine Gesamtfläche von 51,9 ha und besteht vor allem aus Feuchtwiesen, Beständen von Röhrichtpflanzen und Erlenbruchwäldern.
Charakteristisch ist zudem ein bachbegleitender Traubenkirschen-Erlen-Eschenwald sowie ein Flugsandduenenrest mit Heide und Sandmagerrasen.